# Test F1 2015
Questa voce raccoglie un approfondimento sui test effettuati nell'ambito del campionato 2015 di Formula 1.

## Calendario
Sono tre le sedute di test precampionato previste. La prima si tiene tra il 1º e il 4 febbraio sul Circuito di Jerez, mentre la seconda e la terza si svolgono sul Circuito del Montmeló (Barcellona) tra il 19 e 22 febbraio e tra il 26 febbraio e il 1º marzo.
Sono invece ridotte da 4 a 2 le occasioni per dei test durante la stagione. Il primo appuntamento sarà sul Circuito di Barcellona, tra il 12 e 13 maggio; il secondo sul Red Bull Ring, il 23 e 24 giugno. Entrambi gli appuntamenti saranno seguenti a gran premi svolti su tali tracciati.

### Jerez de la Frontera (febbraio 2015)
- Jerez, Circuito di Jerez de la Frontera, 1º-4 febbraio 2015.

### Barcellona (febbraio 2015)
- Barcellona, Circuito di Catalogna, 19-22 febbraio 2015.

### Barcellona (febbraio-marzo 2015)
- Barcellona, Circuito di Catalogna, 26 febbraio-1º marzo 2015.

### Barcellona (maggio 2015)
- Barcellona, Circuito di Catalogna, 12 e 13 maggio 2015.

### Spielberg (giugno 2015)
- Spielberg bei Knittelfeld, Red Bull Ring, 23 e 24 giugno 2015.

## Test di Jerez

### Resoconto
Alla prima giornata di test partecipano solo 7 team: mancano all'appello, oltre a Marussia e Caterham, ancora incerte nella loro partecipazione al mondiale, anche la Force India e la Lotus. Sebastian Vettel e Fernando Alonso debuttano con le loro nuove scuderie, Ferrari e McLaren rispettivamente; anche Marcus Ericsson utilizza, per la prima volta, la Sauber, mentre Carlos Sainz Jr. fa il suo esordio, quale pilota titolare, alla Toro Rosso.

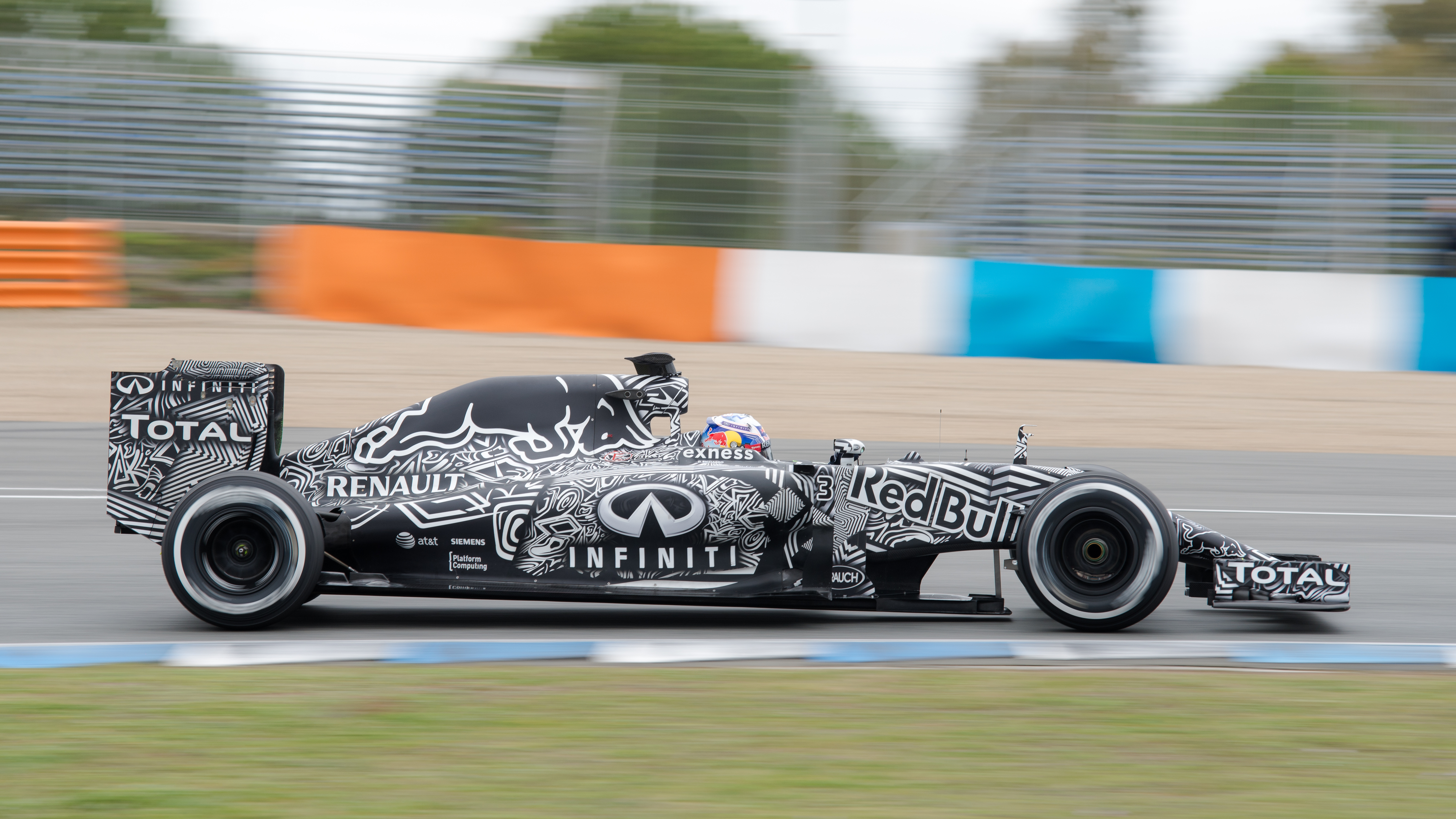
La livrea camuffata della Red Bull RB11, con Daniel Ricciardo alla guida.

In questa giornata il più rapido è Sebastian Vettel, che mette assieme 60 giri, precedendo di un decimo e mezzo il tempo fatto segnare da Ericsson, su Sauber. Nico Rosberg, su Mercedes completa 157 giri, chiudendo col terzo tempo. Qualche problema tecnico ha afflitto la Red Bull Racing, con al volante Daniel Ricciardo, che ha dovuto rimanere fermo per quasi tre ore ai box. La McLaren, che riporta in F1 il motore Honda ha potuto effettuare solo 6 giri, interrompendo la sua sessione a metà giornata.
Nella seconda giornata anche la Lotus si aggiunge ai test, con la volante Pastor Maldonado (anche se inizialmente era stato indicato Romain Grosjean). La scuderia britannica è riuscita a portare in pista il nuovo modello E23, motorizzato Mercedes.
Lewis Hamilton prende il posto di Rosberg in Mercedes, mentre solo Vettel e Bottas sono confermati tra i piloti impiegati alla domenica. Daniil Kvjat ha fatto il suo esordio con la Red Bull, mentre il brasiliano Felipe Nasr ha compiuto la sua prima sessione da pilota titolare in F1, al volante della Sauber. Anche per l'olandese Max Verstappen, su Toro Rosso, ha compiuto la sua prima esperienza da pilota titolare in F1, diventando così il più giovane pilota di tutti i tempi per la categoria.
Al pomeriggio la pioggia ha fatto la sua comparsa sul tracciato di Jerez, riducendo il numero di vetture in pista. Durante le prove Kvjat effettua un'escursione di pista, in cui viene danneggiata l'ala anteriore della Red Bull: non avendo pezzi di ricambio la sessione viene conclusa con la vettura priva dell'alettone.
Anche nella seconda giornata il più veloce è Sebastian Vettel, che precede Felipe Nasr e Valtteri Bottas. Hamilton non ha potuto affrontare la parte pomeridiana della sessione a causa di un problema col raffreddamento dell'acqua, mentre Jenson Button, su McLaren, ha potuto compiere solo 6 giri.

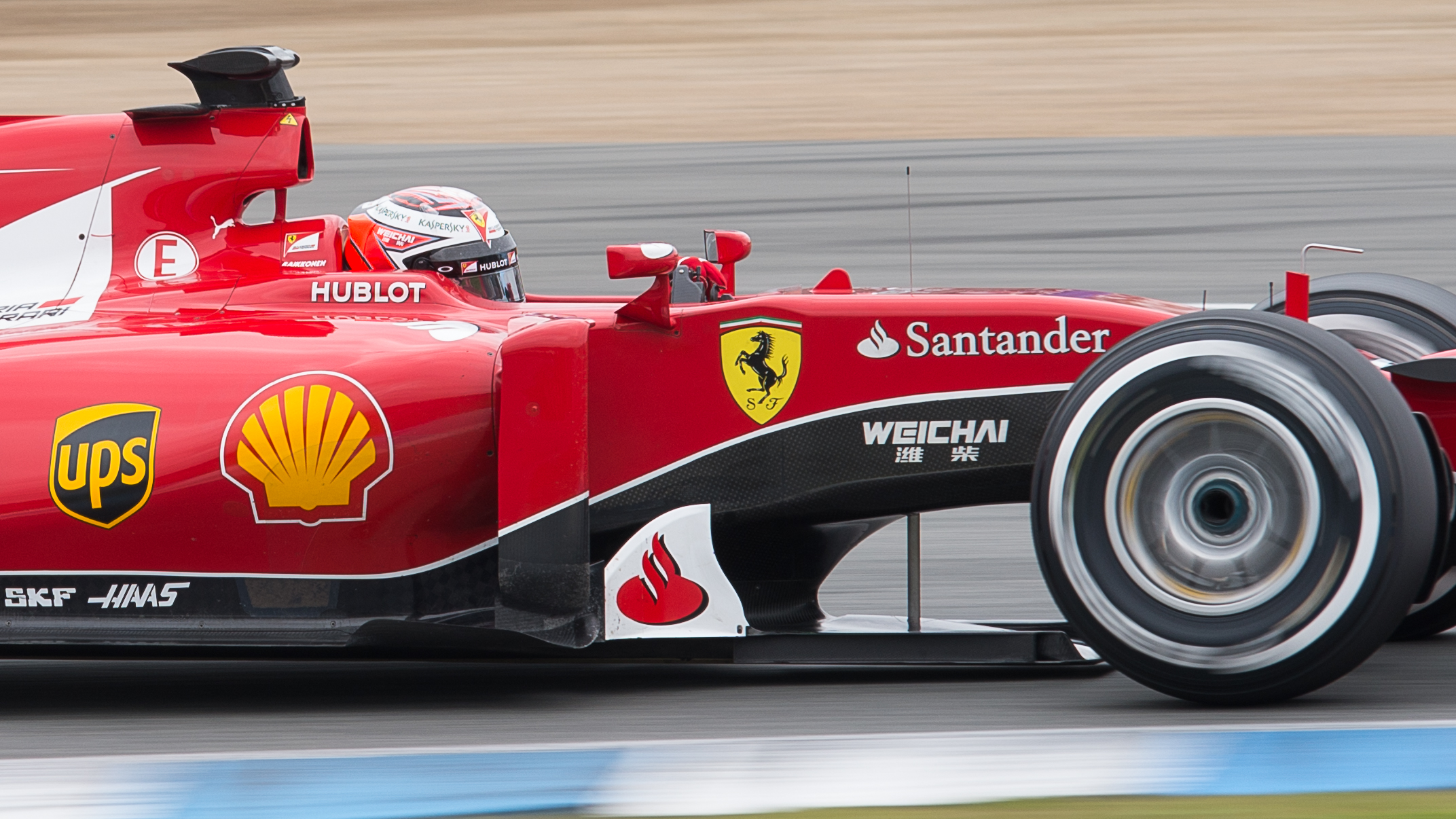
Kimi Räikkönen, con la Ferrari SF15-T, fa segnare il miglior tempo nella quarta e ultima giornata.

Nella terza giornata fa il suo esordio, sulla Ferrari, Kimi Räikkönen, mentre in Williams è il turno di Felipe Massa. La vettura inglese è però costretta per ben due ore, a causa di problemi elettrici, a rimanere ferma ai box. Altri problemi attanagliano la Mercedes, con Rosberg costretto a fermare la monoposto presso la curva Peluqui, con esposizione anche della bandiera rossa, che interrompe le prove.
Al termine della giornata il tempo migliore è fatto segnare da Felipe Nasr, su Sauber. Il brasiliano precede Räikkönen e Rosberg. La McLaren riesce a compiere oltre 30 giri, ma un problema tecnico ha costretto il team a smontare la power unit; anche alla Red Bull è stato necessario sostituire il propulsore della monoposto.
Nell'ultimo giorno di test Lewis Hamilton torna alla guida della Mercedes, mentre viene confermato ancora Kimi Räikkönen in Ferrari; Romain Grosjean fa il suo esordio stagionale in Lotus. Dopo pochi minuti Daniil Kvjat resta fermo in pista, per problemi tecnici, mentre, poco dopo, anche Lewis Hamilton va in testacoda, costringendo nuovamente all'esposizione della bandiera rossa.
Kimi Räikkönen ottiene il miglior tempo della quattro giorni di test, precedendo in giornata Marcus Ericsson e Lewis Hamilton. Negli ultimi minuti la sessione è stata interrotta per il detrito di una vettura rimasto in mezzo alla pista.

### Tabella riassuntiva
| Data        | Pilota più rapido | Team           | Tempo    | Giri |
| ----------- | ----------------- | -------------- | -------- | ---- |
| 1º febbraio | Sebastian Vettel  | Ferrari        | 1'22"620 | 60   |
| 2 febbraio  | Sebastian Vettel  | Ferrari        | 1'20"984 | 89   |
| 3 febbraio  | Felipe Nasr       | Sauber-Ferrari | 1'21"545 | 109  |
| 4 febbraio  | Kimi Räikkönen    | Ferrari        | 1'20"841 | 106  |

## Primo test di Barcellona

### Resoconto
La novità di questo test è la presenza della Force India, non presente all'appuntamento di Jerez. la scuderia indiana però non svolge i test con la nuova VJM08, ma con la vecchia vettura, la VJM07. Altra novità per la scuderia è la presenza del pilota tedesco Pascal Wehrlein, che effettua i test, assieme ai piloti titolari. Anche al Williams si affida alla collaudatrice Susie Wolff. Lewis Hamilton, dopo soli 11 giri, a causa di un attacco influenzale, è costretto ad abbandonare i test. Il pilota campione del mondo è sostituito da Wehrlein, che aveva iniziato la sessione in Force India. Al posto del tedesco la scuderia indiana schiera, nel pomeriggio, Sergio Pérez.

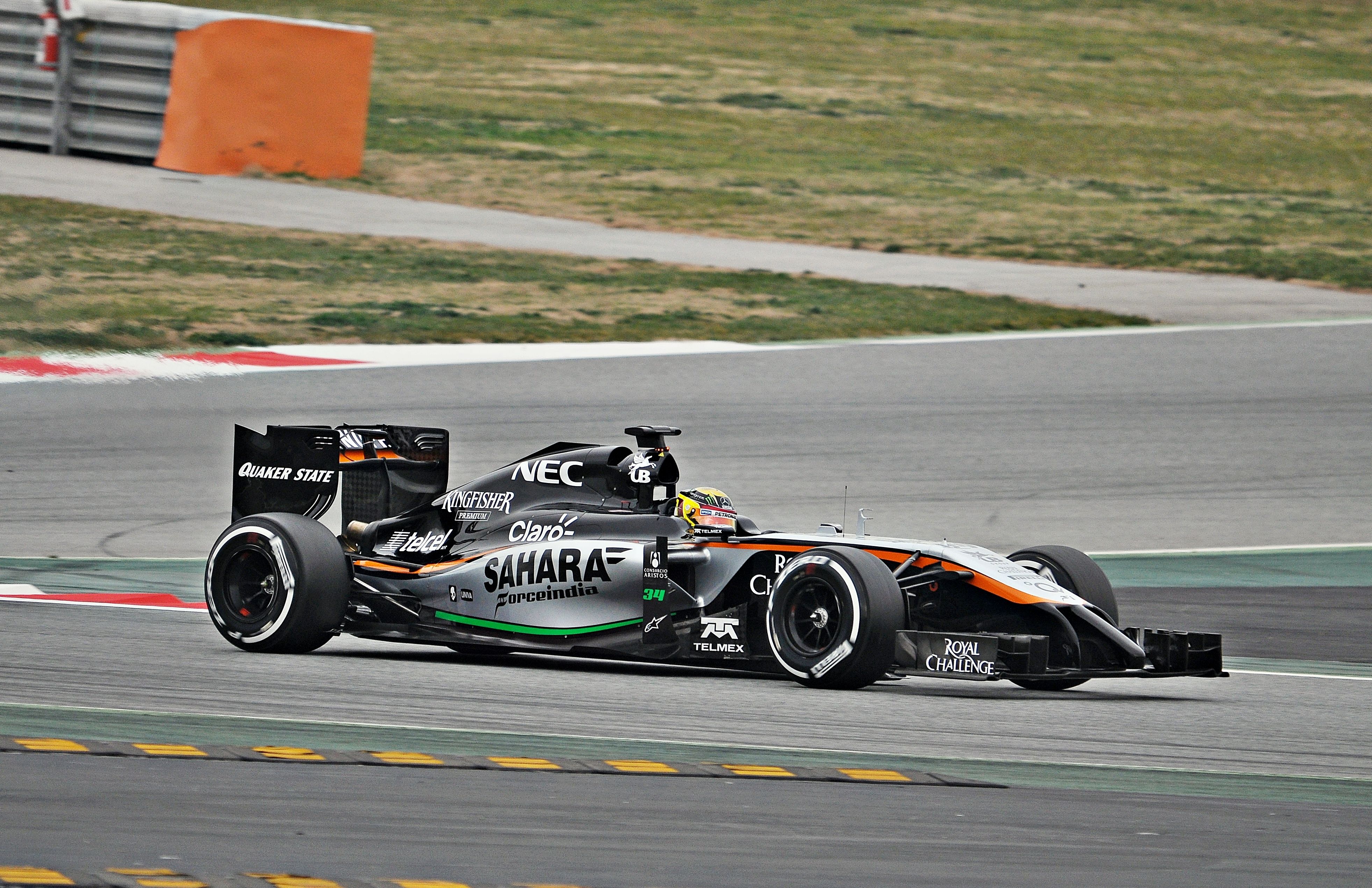
Pascal Wehrlein guida una Force India. Nel corso della prima giornata di test il tedesco si trova a guidare anche per la Mercedes.

La prima giornata di test è caratterizzata da un incidente tra la Wolff e Felipe Nasr, pilota della Sauber. Le due vetture si sono toccate alla Seat, ed è stata necessaria l'esposizione delle bandiere rosse. Il pilota che fa segnare il tempo migliore della giornata è Pastor Maldonado, della Lotus, che precede Kimi Räikkönen e Daniel Ricciardo. Il venezuelano ha effettuato 69 giri, contro gli 86 di Susie Wolff, la più impegnata.

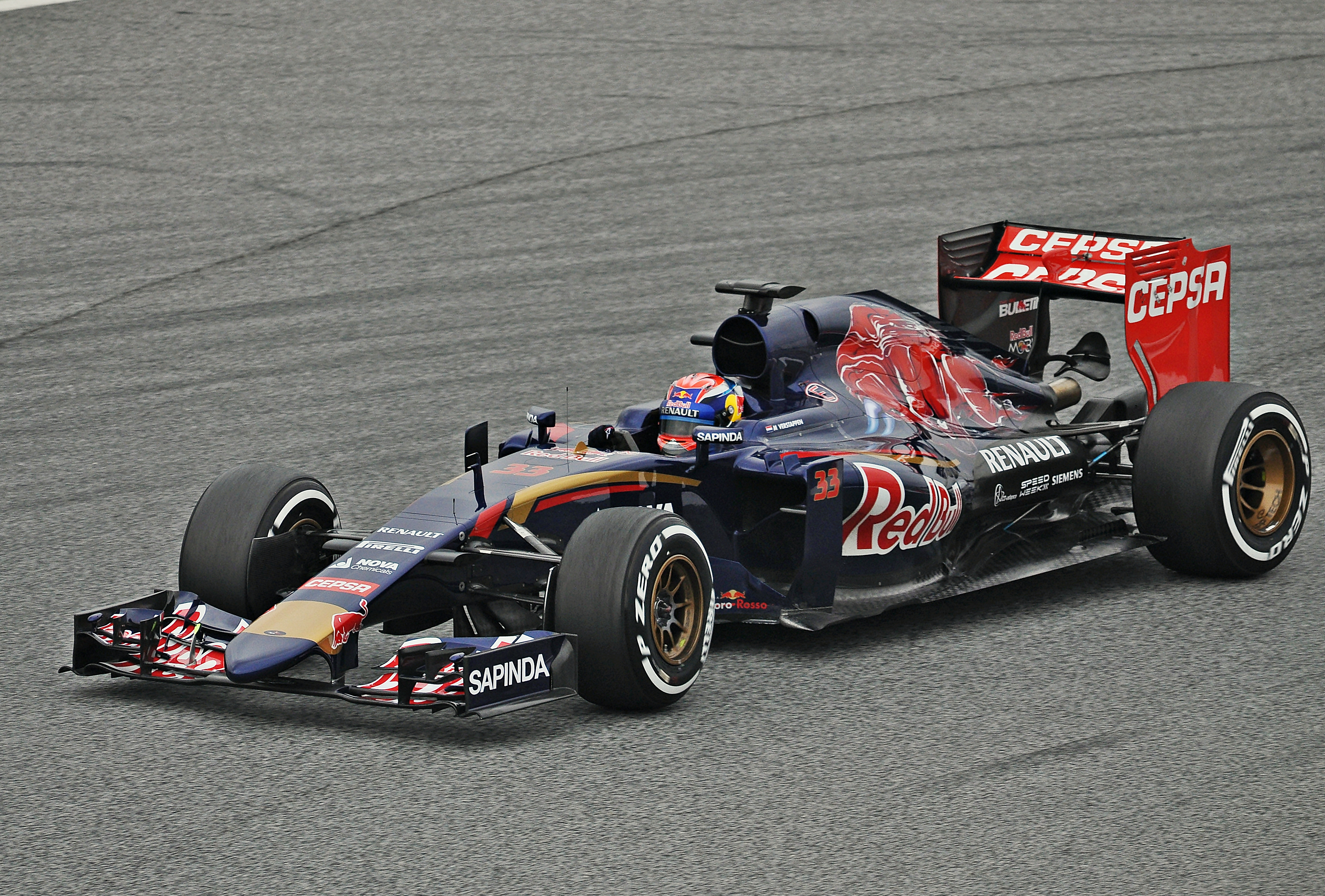
Max Verstappen alla guida della Toro Rosso.

Il secondo giorno la Mercedes passa a Nico Rosberg (inizialmente in dubbio per problemi al collo), mentre Felipe Massa prende il volante alla Williams, in luogo di Susie Wolff. Alla Lotus fa il suo esordio stagionale il collaudatore Jolyon Palmer.
Il più rapido di giornata è Daniel Ricciardo della Red Bull, che precede Räikkönen e Felipe Massa: l'australiano ha messo in fila 141 giri, risultando il più presente in pista. Nel pomeriggio, Lewis Hamilton ha ripreso il suo volante in Mercedes, sostituendo Rosberg, a riposo precauzionale per i dolori al collo. La McLaren compie 60 giri, con alla guida Fernando Alonso, non evidenziando i problemi tecnici emersi nella giornata precedente.
Nella terza giornata Sebastian Vettel sostituisce Räikkönen in Ferrari, mentre Lewis Hamilton è confermato in Mercedes. Jenson Button torna in McLaren, Maldonado riprende alla Lotus, mentre Valtteri Bottas diventa il tester per la Williams. Massa ha poi ripreso il volante della vettura inglese nel pomeriggio.
Pastor Maldonado ha fatto segnare nuovamente il tempo migliore, grazie anche alle gomme super soft montate nel corso del pomeriggio. Il pilota della Lotus ha preceduto Max Verstappen (Toro Rosso-il più presente con 129 passaggi) e Lewis Hamilton. Jenson Button ha potuto compiere solo 24 giri, a causa di nuovi guai tecnici che affliggono la McLaren. Vettel, autore di una uscita di pista, con conseguente insabbiamento della monoposto, nei primi minuti della sessione del mattino, ha chiuso col quinto crono.
Le principali novità dell'ultima giornata sono la presenza di Nico Hülkenberg, per la prima volta alla guida della Force India, e quella di Romain Grosjean in Lotus. Nico Rosberg è nuovamente impiegato in Mercedes. Il cielo si presenta nuvoloso sul tracciato catalano, con un teso vento.
Poco prima del termine della sessione mattutina Fernando Alonso esce di pista alla curva 3. Il pilota iberico, pur uscendo di pista a non grande velocità, viene trasportato per accertamenti all'ospedale. Nello stesso punto, poco dopo, anche Carlos Sainz Jr. esce di pista: il pilota della STR viene portato al centro medico dell'autodromo, e presto può tornare ai box.
Romain Grosjean è il più veloce dell'ultima giornata: il francese, che ha effettuato 111 giri, precede Nico Rosberg e Daniil Kvjat. Un problema al motore ha limitato la Force India di Nico Hülkenberg a soli 36 giri, mentre la McLaren, dopo l'incidente di Alonso, ha preferito non mandare in pista Button, come previsto.

### Tabella riassuntiva
| Data        | Pilota più rapido | Team                    | Tempo    | Giri |
| ----------- | ----------------- | ----------------------- | -------- | ---- |
| 19 febbraio | Pastor Maldonado  | Lotus-Mercedes          | 1'25"011 | 69   |
| 20 febbraio | Daniel Ricciardo  | Red Bull Racing-Renault | 1'24"574 | 141  |
| 21 febbraio | Pastor Maldonado  | Lotus-Mercedes          | 1'24"348 | 104  |
| 22 febbraio | Romain Grosjean   | Lotus-Mercedes          | 1'24"067 | 111  |

## Secondo test di Barcellona

### Resoconto
Nella seconda sessione di test di Barcellona non è presente Fernando Alonso, ancora convalescente per i postumi dell'incidente patito la settimana precedente. Tra le 9 scuderie l'unica che non prende parte alla prima giornata è la Force India, che preferisce attendere l'arrivo della VJM08.
La sessione del mattino è caratterizzata da una leggere pioggia, che inizia a cadere a fine mattinata. Al termine della prima giornata il miglior tempo è di Felipe Massa su Williams: il brasiliano ha ottenuto il tempo utilizzando gomme soft, ma era stato molto competitivo anche con gomme medie. Al secondo posto di piazza Marcus Ericsson (Sauber), mentre il terzo tempo è di Lewis Hamilton. La Mercedes ha dovuto interrompere anzi tempo le prove per la rottura di una componente della power unit.
Nella seconda giornata era stato annunciato il debutto stagionale per Kevin Magnussen sulla McLaren, che però deve lasciare il volante ancora a Jenson Button, penalizzato il giorno precedente da un guasto che lo aveva costretto a compiere solo una manciata di giri. In tarda mattinata ha preso la pista, per la prima volta, la nuova Force India, la VJM08. Al termine della giornata Nico Rosberg ottiene il tempo migliore, precedendo Valtteri Bottas e Felipe Nasr. La McLaren riesce a compiere 101, ottenendo il quinto crono, mentre la Force India, con Nico Hülkenberg alla guida, risulta la più lenta.
Il 28 febbraio Kevin Magnussen fa il suo esordio stagionale, al volante della McLaren. Lewis Hamilton ha confermato la Mercedes quale vettura più rapida: il campione del mondo ha preceduto Felipe Massa e Kimi Räikkönen. Hülkenberg, su Force India, ha compiuto 158 giri, mentre Magnussen ha potuto inanellare solo 39 giri per una perdita d'olio che ha bloccato la McLaren.
Nell'ultima giornata di test precampionato Jenson Button ha ripreso la monoposto McLaren, così come Nico Rosberg ha sostituito ancora Lewis Hamilton in Mercedes. Sergio Pérez ha testato per la prima volta la nuova Force India.
Nel pomeriggio Pastor Maldonado della Lotus esce di pista alla curva Repsol, costringendo all'esposizione della bandiera rossa. Il pilota venezuelano non riporta danni. Il tempo migliore di giornata è del pilota della Williams, Valtteri Bottas, pur avendo la scuderia britannica interrotto i test a circa un'ora della conclusione. Bottas ha avuto la meglio su Sebastian Vettel e Felipe Nasr. Oltre alla Lotus, fermata dall'incidente di Maldonado, anche la McLaren ha potuto compiere solo una trentina di giri.

### Tabella riassuntiva
| Data        | Pilota più rapido | Team              | Tempo    | Giri |
| ----------- | ----------------- | ----------------- | -------- | ---- |
| 26 febbraio | Felipe Massa      | Williams-Mercedes | 1'23"500 | 103  |
| 27 febbraio | Nico Rosberg      | Mercedes          | 1'22"792 | 106  |
| 28 febbraio | Lewis Hamilton    | Mercedes          | 1'23"022 | 76   |
| 1º marzo    | Valtteri Bottas   | Williams-Mercedes | 1'23"063 | 89   |

## Terzo test di Barcellona

### Resoconto
Il test viene svolto all'indomani del GP di Spagna, vinto da Nico Rosberg su Mercedes. Molte scuderie decidono di impiegare i loro piloti tester e non i titolari. In primis la Scuderia Ferrari che utilizza Raffaele Marciello, mentre Pascal Wehrlein è annunciato in Force India e Oliver Turvey alla McLaren. In realtà, a causa di problemi fisici, Wehrlein è sostituito da Nick Yelloly. La Marussia è l'unica scuderia che decide di saltare questa sessione di prove. Con questi test la Pirelli porta in pista, per la prima volta, delle mescole di prova per la stagione 2016.
Roberg, già nella mattinata, riesce a battere il tempo ottenuto da lui stesso per agguantare la pole position nel gran premio recente, con 1'24"374. In realtà la prestazione è stata ottenuta utilizzando gomme a mescola morbida, non presenti per la gara. Dietro al tedesco si è posizionato, al mattino, Marciello, staccato di quasi due secondi e mezzo. Al terzo posto ha chiuso invece Daniil Kvjat della Red Bull Racing, che però compie solo 8 giri. In realtà, a causa di problemi fisici, Wehrlein è sostituito da Nick Yelloly. Al termine della prima giornata nessuno sarà in grado di battere il tempo del tedesco, che colleziona ben 145 giri sulla pista catalana. Nel pomeriggio però Marcus Ericsson, della Sauber, si inserisce in seconda posizione, davanti al ferrarista Marciello.
Nel secondo, e ultimo, giorno di test, Esteban Gutiérrez fa il suo esordio in Ferrari, mentre Raffaele Marciello viene dirottato in Sauber. Alla Force India Esteban Ocon prende il posto di Yelloly, e Jolyon Palmer svolge il lavoro per la Lotus, mentre Wehrlein, dopo i problemi del giorno precedente, è impiegato alla Mercedes. La sessione viene interrotta per un'uscita di pista, alla curva 3, di Marciello, senza conseguenze fisiche per il pilota.
Al mattino il più rapido è ancora il pilota della Mercedes, Wehrlein, che segna 1'26"641, precedendo Carlos Sainz Jr. della STR. Al pomeriggio il tempo è battuto da Jolyon Palmer, che monta gomme di mescola supersoft. Il britannico precede, nella classifica dei tempi, Wehrlein e Pierre Gasly, impegnato con la Red Bull Racing.

### Tabella riassuntiva
| Data      | Pilota più rapido | Team           | Tempo    | Giri |
| --------- | ----------------- | -------------- | -------- | ---- |
| 12 maggio | Nico Rosberg      | Mercedes       | 1'24"374 | 145  |
| 13 maggio | Jolyon Palmer     | Lotus-Mercedes | 1'26"080 | 87   |

## Test di Spielberg

### Resoconto
L'ultima sessione di test stagionali si tiene sul Red Bull Ring, nella settimana successiva al Gran Premio d'Austria, vinto da Nico Rosberg su Mercedes. La Scuderia Ferrari impiega, il primo giorno, l'esordiente Antonio Fuoco, così come la maggior parte dei team, che utilizza i piloti collaudatori, in luogo dei titolari. Esteban Ocon, pilota di riserva della Lotus viene impiegato dalla Force India. La scuderia anglo-indiana porta al debutto la versione B della VJM08, dotata di due larghe feritoie sul musetto. Solo la Marussia decide di saltare la sessione di test.
Al mattino vi è una forte pioggia, tanto che le scuderie (con la Sauber inizialmente contraria) propongono alla FIA di annullare la prima giornata di test, recuperandola al giovedì. Successivamente si decide di allungare fino alle 20 la durata della sessione del martedì.
Nel corso del pomeriggio la pista migliora, e i piloti passano dall'utilizzo delle gomme da bagnato a quelle intermedie, prima di passare, infine, alle gomme super soft. Nella prima ora di test pomeridiani il più rapido è Esteban Ocon, con 1'18"085. A metà pomeriggio Fuoco esce e sbatte alla prima curva del tracciato: il pilota è incolume. La vettura è danneggiata, tanto che la scuderia italiana decide per la sostituzione della scocca.
Al termine della prima giornata il miglior tempo è fatto segnare dal collaudatore della Mercedes, Pascal Wehrlein, che precede di circa due decimi Esteban Ocon della Force India.
Nella seconda giornata di test i team decidono di schierare molti piloti titolare. Nico Rosberg è al volante della Mercedes, Valtteri Bottas sulla Williams e Fernando Alonso alla McLaren. Wehrlein, dopo l'impiego alla Mercedes passa a utilizzare la Force India. La Scuderia Ferrari utilizza invece il tester Esteban Gutiérrez.
Nella prima fase, il più rapido è Valtteri Bottas, che fa segnare 1'10"029, davanti a Pascal Wehrlein e Nico Rosberg. Gutiérrez va lungo alla curva 3, senza però danneggiare la monoposto. I piloti utilizzano gomme soft o supersoft, mentre la Ferrari opta per gomme medie. Al termine della giornata è Nico Rosberg l'autore del giro più rapido, in 1'09"113, staccando di circa otto decimi Esteban Gutiérrez. La Ferrari ha testato anche diverse soluzioni tecniche in merito agli pneumatici, forniti dalla Pirelli, in merito alla conformazione tecnica per il 2016.

### Tabella riassuntiva
| Data      | Pilota più rapido | Team     | Tempo    | Giri |
| --------- | ----------------- | -------- | -------- | ---- |
| 23 giugno | Pascal Wehrlein   | Mercedes | 1'11"005 | 67   |
| 24 giugno | Nico Rosberg      | Mercedes | 1'09"113 | 117  |